# Santa Olalla de Bureba
Santa Olalla de Bureba ist ein nordspanischer Ort und eine Landgemeinde (municipio) mit nur noch 38 Einwohnern (Stand: 2024) in der Provinz Burgos in der Autonomen Gemeinschaft Kastilien-León. Die Gemeinde gehört zur bevölkerungsarmen Serranía Celtibérica.

## Lage und Klima
Der Ort Santa Olalla de Bureba liegt auf dem nordwestlichen Ufer des Rio Cerratón, einem Nebenfluss des Rio Oca, im Südwesten der Region La Bureba in etwa 855 m Höhe. Die Provinzhauptstadt Burgos befindet sich knapp 30 km (Fahrtstrecke) südwestlich; Briviesca, der Hauptort der Region, befindet sich gut 14 km nordöstlich. Das Klima im Winter ist rau, im Sommer dagegen gemäßigt und warm; der für spanische Verhältnisse ausreichende Regen (ca. 650 mm/Jahr) fällt überwiegend im Winterhalbjahr.

## Bevölkerungsentwicklung
| Jahr      | 1857 | 1900 | 1950 | 2000 | 2017 |
| Einwohner | 247  | 228  | 229  | 37   | 38   |

Die Mechanisierung der Landwirtschaft und die Stilllegung kleinerer Bauernhöfe haben seit der Mitte des 20. Jahrhunderts zu einem Verlust von Arbeitsplätzen und somit zu einer Abwanderung von Menschen in die größeren Städte geführt (Landflucht).

## Wirtschaft
Die Einwohner der Gemeinde lebten jahrhundertelang im Wesentlichen als Selbstversorger von der Landwirtschaft (Ackerbau, Weinbau und Kleinviehhaltung); erst seit der Mitte des 20. Jahrhunderts wird auch für den überregionalen Markt produziert. Der Tourismus in Form der Vermietung von Ferienwohnungen (casas rurales) spielt seit den 1960er Jahren ebenfalls eine gewisse Rolle für die Einnahmen der Gemeinde.

## Geschichte
Die Landschaft der Bureba war schon den Menschen der Steinzeit und der Antike als viel genutzter Verbindungsweg bekannt; Kelten vom Stamm der Autrigonen siedelten hier und die Römer nannten ihre spätere Ansiedlung beim heutigen Ort Monasterio de Rodilla Tritium Autrigonum. Im 8. und frühen 9. Jahrhundert befand sich die Gegend unter islamischem Einfluss, doch wurde das Gebiet wegen des ungewohnt rauen und regnerischen Klimas von den Berbern weder dauerhaft besiedelt noch verteidigt. Ende des 9. Jahrhunderts erhielt der kastilische Graf Diego Rodríguez Porcelos von König Alfons III. von Asturien den Auftrag zur Wiederbesiedlung (repoblación) des entvölkerten Gebietes. In diese Zeit fällt wohl auch die Gründung des Ortes, dessen erstmalige urkundliche Erwähnung in das Jahr 1011 fällt. Im Jahr 1146 verlieh König Alfons VII. dem Ort zahlreiche Rechte und Privilegien (fueros).

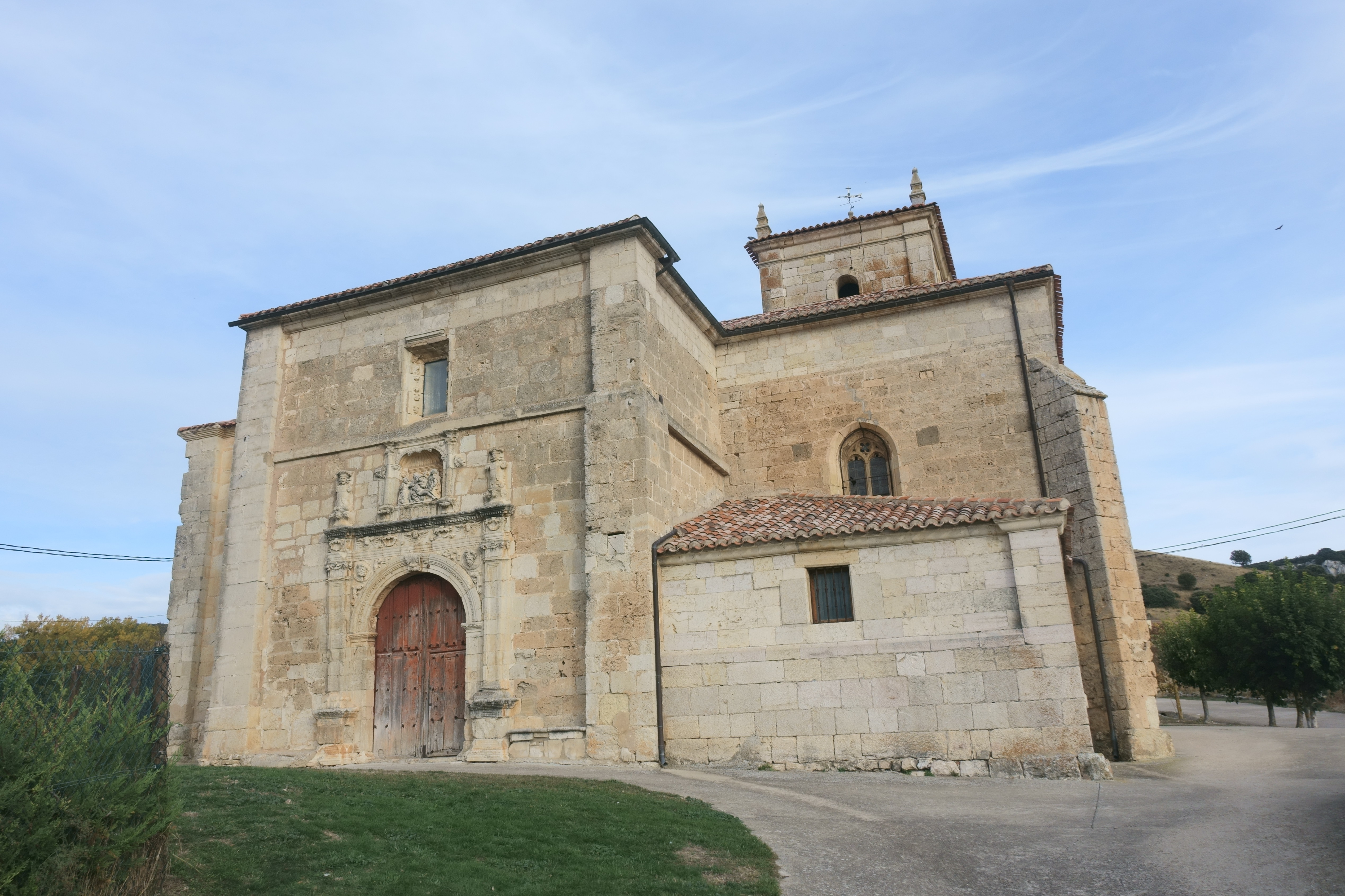
Iglesia de Santa Olalla

## Sehenswürdigkeiten
- Die einschiffige, aus exakt behauenen Steinen konstruierte Iglesia de Santa Olalla ist der hl. Eulalia von Mérida geweiht. Sie stammt aus dem 16. Jahrhundert, was vor allem am Renaissanceportal deutlich wird. Die helleren Steinreihen unterhalb der Dachtraufe lassen auf eine Planänderung oder auf eine spätere Erhöhung des Bauwerks schließen. Die Ecken der Kirche sind durch Strebepfeiler stabilisiert; die Apsis hat einen flachen Schluss.
- Auf einem kleinen Platz hinter der Kirche befindet sich ein Brunnen (fuente) mit einer Beckeneinfassung. Diese diente zum Waschen der Wäsche (lavadero) aber auch als Viehtränke (abrevadero).